# Тиберий Юлий Цельс Полемеан
Тиберий Юлий Цельс Полемеан (лат. Tiberius Julius Celsus Polemaeanus) — римский политический деятель второй половины I века.
Полемеан родился около 45 года, возможно, в Эфесе или Сардах. Он происходил из всаднической греческой семьи. Около 69 года Полемеан занимал должность военного трибуна III Киренаикского легиона. После провозглашения императором Веспасиана, он перешёл на его сторону. В награду Полемеан был включен в состав сената как бывший эдил. Затем он был претором в Риме. Император Тит назначил его в 80 году легатом IV Скифского легиона, дислоцировавшегося в провинции Сирия. Между 84 и 85 годом Полемеан находился на посту проконсула провинции Вифиния и Понт. В 88—91 годах он был легатом пропретором Киликии. В 92 году Полемеан занимал должность консула-суффекта вместе с Луцием Стертинием Авитом. В 93—95 годах он был куратором общественных зданий. В 106/107 году Полемеан находился на посту проконсула провинции Азия.
Полеман входил в состав жреческой коллегии квиндецемвиров священнодействий. Его детьми была Юлия Квинтилия Исаврика, супруга консула-суффекта 129 года Тиберия Юлия Юлиана и консул-суффект 120 года Тиберий Юлий Аквила Полемеан.
Библиотека Цельса в Эфесе была построена в честь Полемеана после его смерти. Он завещал большую сумму денег на его строительство, которое было проведено его сыном. Библиотека была рассчитана на хранение 12 тысяч свитков и служила также гробницей Цельса.